# Franchthi

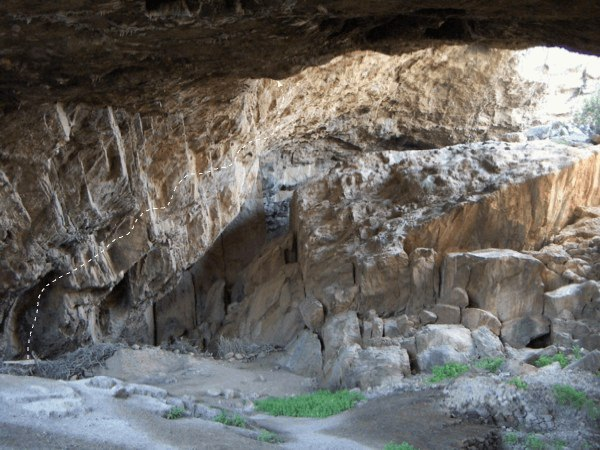
Höhle von Franchti mit eingezeichneter Kletterroute.

Die Höhle von Franchthi (griechisch Φράγχθι) liegt an einer Bucht gegenüber Kilada in der Argolis auf der Peloponnes (Griechenland). Sie war vom Jungpaläolithikum (ca. 38.000 v. Chr.) bis ca. 4000 v. Chr. in Gebrauch und ist dann teilweise eingestürzt.

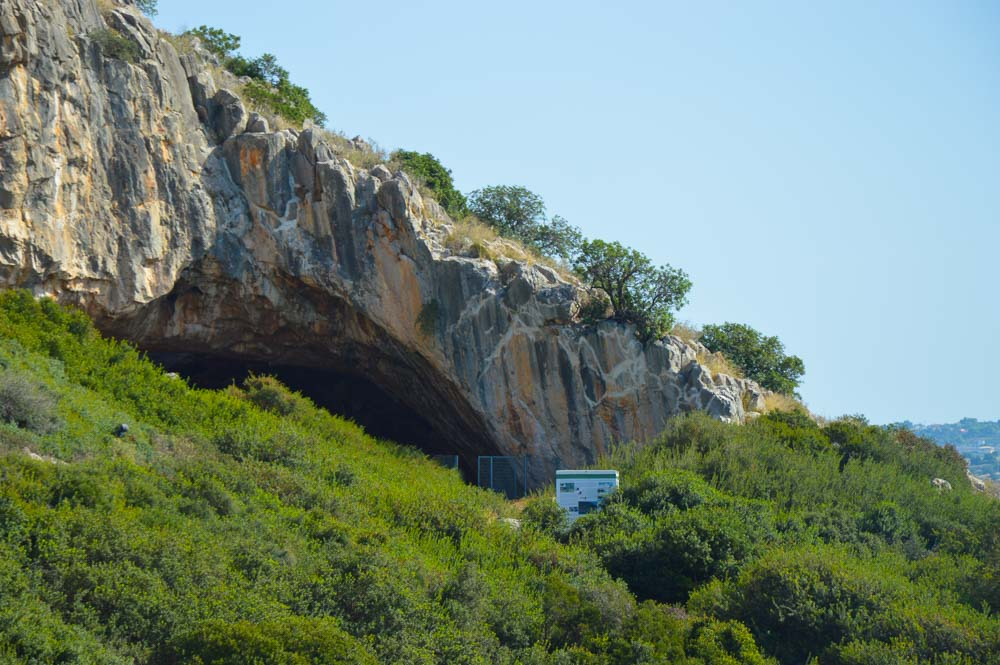
Eingang zur Höhle von Franchthi

## Forschungsgeschichte
Die Höhle wurde von Adonis Kyrouden, einem ortsansässigen Antiquar, dem US-amerikanischen klassischen Archäologen Thomas W. Jacobsen von der Universität von Indiana gezeigt und 1967–1979 unter dessen Leitung als Teil des "Argolid Exploration Projects" unter Leitung von Michael Jameson und Jacobsen ausgegraben, die Ergebnisse zwischen 1987 und 2018 publiziert.

## Stratigraphie
Die Höhle war von ca. 38.000–4.000 v. Chr. (cal) besiedelt. Am Übergang zwischen den Mesolithikum und dem Neolithikum befindet sich eine Besiedlungslücke. Neolithische Funde stammen vor allem aus dem Gebiet vor der Höhle, Franchthi Paralia.

## Paläolithikum
Die ältesten Spuren menschlicher Besiedlung sind Speerspitzen und Feuersteinklingen aus der Zeit von 28000 bis 15000 v. Chr. 2022 wurden Reste von erhitzten Pflanzen beschrieben, die als Beleg für das Herstellen von Mahlzeiten interpretiert wurden.

## Neolithikum
In der Höhle wurde das Skelett eines 1,54 m großen Mannes entdeckt, der etwa 25 Jahre alt war und etwa im 7. Jahrtausend v. Chr. lebte. Er gehörte zu einer Gruppe von Einwanderern, die nach derzeitigem Kenntnisstand die älteste Gruppe der neolithischen Bauern in Griechenland sind, aber womöglich nur eine von vielen sind. In der jüngsten Schicht der Höhle wurden u. a. Knochen von domestizierten Ziegen und Schafen sowie Reste von domestizierter Gerste und Weizen gefunden.

## Umweltgeschichte und Wirtschaftsweise
Aus zwei der Schnitte im Höhleninneren, F/A und H/H-1, Quadrate A und B wurden systematisch Bodenproben entnommen und geschlämmt, sodass die Grabung eine der besten Quellen für die Umweltentwicklung im frühen Holozän darstellt. Außerdem wurden Getreideabdrücke in neolithischer Keramik ausgewertet.
Aus den Schichten des beginnenden Neolithikums ("Initial Neolithic", botanische Zone VI nach Hansen, lithische Phase X nach Perlès’) stammen Reste von Emmer, Gerste und Linsen (Lens culinaris L.).
Aus den neolithischen Schichten von Paralia wurden keine archäobotanischen Proben genommen, die Abdrücke in der Keramik belegen aber die Anwesenheit von Einkorn und Gerste.

## Aufbewahrung
Ein Teil der Funde sind im Archäologischen Museum Nafplio ausgestellt.

## Touristische Erschließung
Die Höhle wurde 2013 mit EU-Geldern erschlossen und ist gut erreichbar. Griechische und englische Hinweistafeln erklären die Geschichte der Höhle und ihrer Entdeckung.